# Northrop F-15 Reporter
Northrop F-15 Reporter (sau là RF-61) là một loại máy bay trinh sát không ảnh không vũ trang. Dựa trên loại tiêm kích đêm Northrop P-61 Black Widow, đây là loại máy bay trinh sát không ảnh sử dụng động cơ piston cuối cùng được thiết kế chế tạo cho Không quân Hoa Kỳ.

## Biến thể

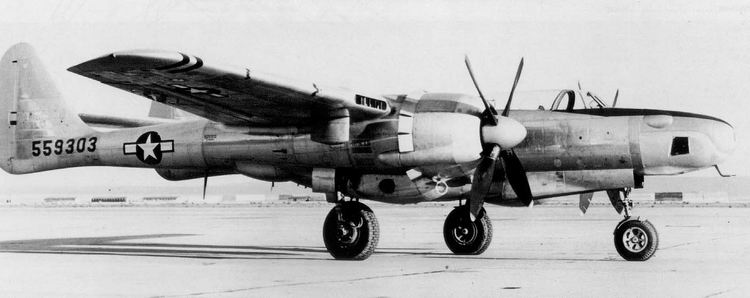
F-15A

XF-15.
XF-15A
F-15A Reporter
RF-61C Reporter

## Quốc gia sử dụng
Hoa Kỳ
- Không quân Hoa Kỳ

## Tính năng kỹ chiến thuật (P-61B-20-NO)
Dữ liệu lấy từ Jane’s Fighting Aircraft of World War II, and Northrop P-61 Black Widow.
Đặc điểm tổng quát
- Tổ lái: 2-3
- Chiều dài: 49 ft 7 in (15,11 m)
- Sải cánh: 66 ft 0 in (20,12 m)
- Chiều cao: 14 ft 8 in (4,47 m)
- Diện tích cánh: 662,36 ft² (61,53 m²)
- Trọng lượng rỗng: 23.450 lb (10.637 kg)
- Trọng lượng có tải: 29.700 lb (13.471 kg)
- Trọng lượng cất cánh tối đa: 36.200 lb (16.420 kg)
- Động cơ: 2 × Pratt & Whitney R-2800-65W Double Wasp, 2.250 hp (1.680 kW)  mỗi chiếc
- Đường kính cánh quạt: 146 in (3,72 m)

 Hiệu suất bay 
- Vận tốc cực đại: 440 mph (318 kn, 708 km/h) trên độ cao 33.000 ft
- Bán kính chiến đấu: 610 mi (530 nmi, 982 km)
- Tầm bay chuyển sân: 1.900 mi (1.650 nmi, 3.060 km)
- Trần bay: 33.100 ft (10.600 m)
- Vận tốc leo cao: 2.540 ft/phút (12,9 m/s)
- Tải trên cánh: 45 lb/ft² (219 kg/m²)
- Công suất/trọng lượng: 0,15 hp/lb (25 W/kg)